# Voltaj
Voltaj es una banda rumana de Rock electrónico, Pop rock y Hard rock.
Fueron los representantes de Rumanía en el Festival de la Canción de Eurovisión 2015, en la que finalizaron en la decimoquinta posición con 35 puntos. Recibieron la máxima puntuación de Moldavia, pero no les sirvió para entrar en el top 10.